# Ed Curran
Ed Curran (* 23. Oktober 1940 in New York City) ist ein amerikanischer Jazzmusiker (Altsaxophon, auch Klarinette, Komposition).
Curran sang in seiner Jugend im Kirchenchor. Nach seiner Zeit beim Militär kehrte er nach New York zurück und begann bei Joe Napolean Altsaxophon zu lernen. Er spielte in einer Third-Stream-Gruppe, zu der auch der Bassist Alan Silva gehörte, sowie mit Bill Dixon und dem Jazz Composers Guild Orchestra. Mitte der 1960er Jahre veranstaltete er für die St. Marks Church in the Bowery im Sommer Konzerte in der ReiheJazz in the Churchyard. 1967 nahm er mit seinem Quartett das Album Elysa für Savoy Records auf. Auf diesem Album bestand das Ed Curran Quartett aus ihm und den Musikern Mark Levine, Bob Pozar und Kyoshi Tokunaga. Curran gab dann die Musik vollständig auf; seit einigen Jahren tritt er gelegentlich semiprofessionell mit seiner Frau in der Gruppe Interpolacion auf.